# Спивак, Мира
Ми́ра Спива́к (англ. Mira Spivak), урождённая Стил (англ. Mira Steele; род. 7 декабря 1934, Ровно, Польша) — канадский политик еврейского происхождения, член Прогрессивно-консервативной партии Канады (ПКП). Сенатор от Манитобы (1986—2009; с 2004 года — независимый сенатор).

## Биография
Родилась 7 декабря 1934 года в [Ровно]], в то время входившем в состав Польши. Окончила Манитобский университет со степенью бакалавра искусств в области политологии и философии.
Назначена в Сенат Канады по рекомендации премьер-министра от ПКП Брайана Малруни в 1986 году. В 2003 году, после объединения ПКП и Канадского альянса в Консервативную партию Канады, покинула ряды консерваторов. В 2004 году вышла из прогрессивно-консервативной фракции в Сенате, став независимым сенатором. В 2009 году, по достижении предельного для сенаторов 75-летнего возраста, ушла в отставку.

## Семья
Муж — Сидни Спивак (1928-2002), манитобский политик, занимавший ряд министерских постов в правительстве Манитобы. Трое детей: Лори, Гарольд и Диана.